# Mark Jones (cestista 1961)
Mark Anthony Jones (Rochester, 10 aprile 1961) è un ex cestista statunitense, professionista nella NBA.

## Carriera
Venne selezionato con la 12ª chiamata del quarto giro (82ª assoluta) del Draft NBA 1983 dai New York Knicks. Dopo essere stato tagliato dai Knicks prima dell'inizio del campionato, il 31 ottobre 1983 venne messo sotto contratto dai New Jersey Nets, con cui giocò 6 partite segnando 1,2 punti in 2,7 minuti di media, prima di essere tagliato il 19 dicembre. Terminò l'anno vincendo il titolo CBA con gli Albany Patroons.

## Palmarès
- Campione CBA (1984)